# Desamera intersecta
Desamera intersecta är en insektsart som först beskrevs av Ernst Friedrich Germar 1821.  Desamera intersecta ingår i släktet Desamera och familjen dvärgstritar. Inga underarter finns listade i Catalogue of Life.